# شرایط مرزی بورن–وان کارمن
شرایط بورن–وان کارمن، شرایط مرزی تناوبی هستند که محدودیت دوره‌ای بودن تابع موج در برخی شبکه‌های براوه را اعمال می‌کنند. (که به نام ماکس بورن و تئودور فون رابطه گذاشته شده است). این شرایط اغلب در فیزیک حالت جامد برای مدلسازی بلور کامل اعمال می‌شوند.
این شرایط را می‌توان به صورت زیر عنوان کرد
{\displaystyle \psi (\mathbf {r} +N_{i}\mathbf {a} _{i})=\psi (\mathbf {r} ),\,}